# El tesoro del presidente del Paraguay
El tesoro del presidente del Paraguay (italiano: Il tesoro del presidente del Paraguay) es una novela de aventuras del escritor italiano Emilio Salgari. Fue publicada en Turín, en 26 entregas, desde el 7 de enero hasta el 15 de julio de 1894 en el semanario Il novelliere illustrato. Forma parte del ciclo menor de Salgari Los dos marineros que narra las aventuras de dos marineros paraguayos: el contramaestre Diego y su compañero Cardozo.

## Trama
La novela está ambientada en 1869. El Pilcomayo, un crucero de la Armada Paraguaya, intenta llevar armas y municiones a las tropas paraguayas que luchan en la Guerra de la Triple Alianza contra los ejércitos de Argentina, Brasil y Uruguay. También forma parte del cargamento el llamado tesoro del presidente del Paraguay, una caja que contiene diamantes, equivalentes a una importante suma de dinero, que servirán para financiar al ejército de Francisco Solano López. El Pilcomayo es rodeado por la flota de los países aliados cuando entraba en el Río de la Plata. El capitán del Pilcomayo da el tesoro a los marineros Diego y Cardozo y les confía la misión de que se lo entreguen al presidente paraguayo. Los dos marineros suben a un globo aerostático y abandonan el buque. El señor Calderón, un agente del gobierno paraguayo que se encontraba en el Pilcomayo, viaja también en el globo. Luego, el capitán del Pilcomayo hace estallar el barco y evita así que el cargamento de armas y municiones sea capturado por los países aliados. El viento empuja el globo a la Patagonia argentina. Desde allí, los tres viajeros intentan alcanzar Chile, un país neutral. Durante el trayecto, los paraguayos sufren diversos peligros, incluyendo ataques de los indígenas pampas y patagones.

## Información sobre la novela
Para escribir la novela, Salgari probablemente se habría documentado en bibliotecas. No existe evidencia de que él haya estado en Paraguay. La novela presenta muchas descripciones sobre la flora, fauna y gentes de los lugares en donde se desarrolla el argumento. También narra el contexto histórico de la Guerra de la Triple Alianza. Sin embargo, la novela tiene errores geográficos e históricos. Un ejemplo es el supuesto papel jugado por Elisa Alicia Lynch al frente de batallones de amazonas que causaban daños a las tropas aliadas.
La novela muestra una visión favorable de Paraguay y de Francisco Solano López, algo poco común en la Europa de entonces, ya que la información disponible del conflicto bélico provenía de los vencedores de la guerra, además de que Paraguay era un país casi desconocido en Europa.
El título de la novela curiosamente coincide con el de una tradición paraguaya que hace referencia a la existencia de un gran tesoro en oro enterrado por Solano López cerca de Asunción o cerca de Piribebuy.
La novela ha tenido varias traducciones al español. En 2014 fue lanzada una traducción realizada en Paraguay. La revisión paraguaya contó con la colaboración del Congreso de Paraguay, el Centro Cultural de la República El Cabildo, la embajada de Italia en Paraguay, la Asociación Cultural Comuneros y el sello de Servilibro.
El continente misterioso es una novela de Salgari de 1894 que continúa las peripecias de Diego y Cardozo, pero en Australia.